# 荆棘王冠

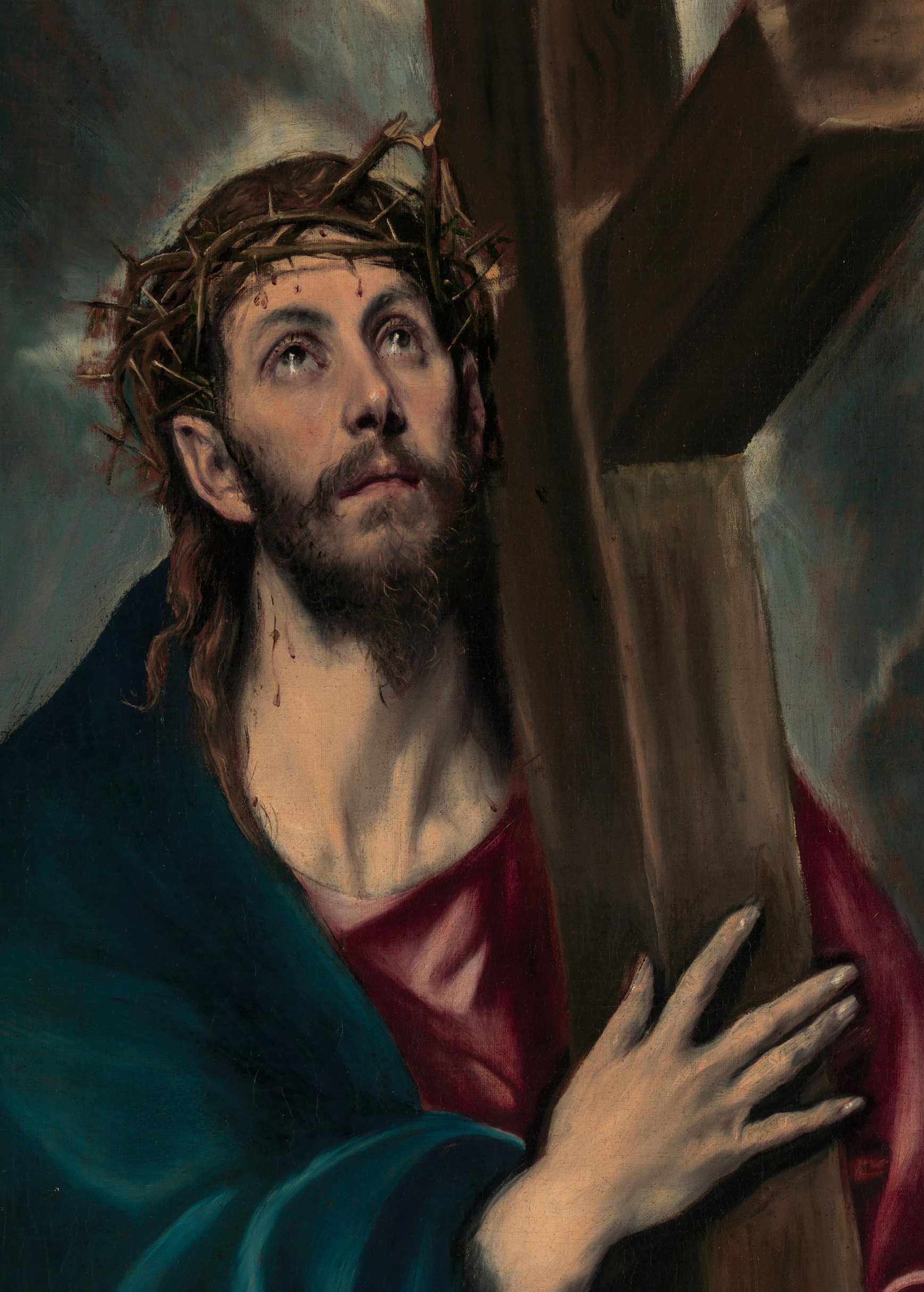
头戴荆棘冠的基督，格雷考绘

荆棘冠是《新约》中记载的、耶稣受难时所戴的冠冕。它是由在羅馬總督督府庭院戲弄基督的羅馬士兵强行给他戴上的，以嘲讽他这个“犹太人的君王”。《马太福音》原文记载为：“又用荊棘編成冠冕，戴在他的頭上，把一根蘆葦放在他的右手，跪在他面前譏笑他說：‘猶太人的王萬歲！’”天主教的早期教父们也经常提到这个王冠。

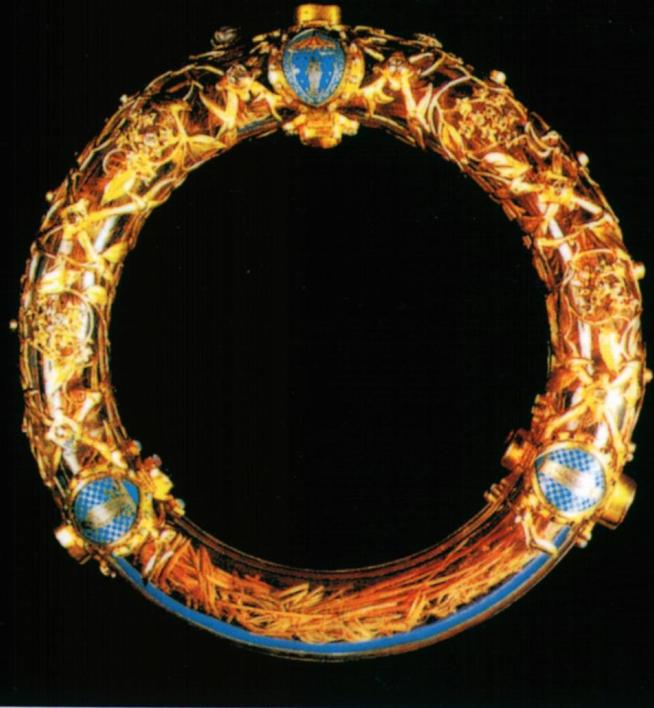
曾由巴黎圣母院保存的荆棘王冠，由鮑德溫二世赠给路易九世

荆棘冠在公元400年左右现世，十字军东征的时候由鮑德溫二世赠给路易九世，后来一直保存于巴黎圣母院，直至2019年4月15日大火后转藏卢浮宫。